# بخش جنوا (شهرستان دلاور، اوهایو)
بخش جنوا (به انگلیسی: Genoa Township) یک منطقهٔ مسکونی در ایالات متحده آمریکا است که در شهرستان دلاویر، اوهایو واقع شده‌است.
 بخش جنوا ۵۵٫۶ کیلومتر مربع مساحت و ۲۳٬۰۹۰ نفر جمعیت دارد و ۲۸۳ متر بالاتر از سطح دریا واقع شده‌است.